# Tambinia rubromaculata
Tambinia rubromaculata är en insektsart som beskrevs av William Lucas Distant 1916. Tambinia rubromaculata ingår i släktet Tambinia och familjen Tropiduchidae. Inga underarter finns listade i Catalogue of Life.